# Рейзен, Раиса Романовна
Раиса Романовна Рейзен (в замужестве Климова и Рейзен-Климова, 1888—1956) — актриса русского немого кино, исполнительница ролей в фильмах 1909—1916 годов, затем — в Малом театре.
Жена народного артиста СССР Михаила Михайловича Климова.
Похоронена на 8 участке Введенского кладбища в Москве.

## Семья
- Отец — Рувин Беркович (Роман Борисович) Рейзен[3]. Семья жила в доме Кознова в Большом Черкасском переулке, затем в доме Малюшина на Цветном бульваре[4].
- Сёстры — балерина Мария Романовна Рейзен (1893—1969), заслуженная артистка РСФСР (1933); актриса Любовь (Леона) Романовна Курицына[5]; артистка миманса Берта Романовна Блажевич (жена музыканта В. М. Блажевича)[6].

## Роли в театре
В труппе Малого театра с 1913 года.
- 1949 — «Ревизор» Н. В. Гоголя. Режиссёр: Вениамин Цыганков — жена Коробкина (Малый театр)[8]

## Фильмография
- 1909 — «Мазепа» — Мария
- 1910 — «Л’хаим» (другое название «За жизнь!»; Братья Пате, московское отделение) — Рохеле
- 1912 — «Красавица-натурщица» — Рахиль
- 1914 — «Хризантемы» — Вдова
- 1915 — «Андрей Тобольцев»
- 1915 — «Кумиры»
- 1915 — «Леон Дрей» — Юдифь Мельникова
- 1916 — «Тени ушедшего, листья опавшие»

## Награды
- Орден «Знак Почёта» (26 октября 1949 года) — за выдающиеся заслуги в развитии русского театрального искусства и в связи с 125-летием со дня основания Государственного ордена Ленина Академического Малого театра[9].